# Гетагазова, Айна Магомедовна
Айна Магомедовна Гетагазова (ингуш. Гетагазова Ӏайнаъ; 13 декабря 1984 год, Орджоникидзе) — российская певица, композитор, телеведущая, член попечительского совета благотворительного фонда «Мял». Народная артистка Чеченской Республики и Республики Ингушетия (2020 г.). В её репертуаре такие известные песни, как «Фаьра хьазильг», «Ала сога», «БӀаьсти яьлча», «Хоза йоӀ» и многие другие композиции.

## Биография
Родилась в большой семье — пять девочек и родители. Родители Айны занимались, в основном, бизнесом.
Айна Гетагазова окончила специальную музыкальную школу им. Глиэра в Ташкенте, а затем эстрадно-джазовый колледж им. Гнесиных в Москве.
В семье Айны никто не занимался музыкой. Мать Айны в детстве мечтала стать певицей и воплотила свою мечту через дочь.
Айна Гетагазова участвовала во всероссийских и международных конкурсах, где занимала призовые места или становилась победительницей. Среди них — серебряная награда Третьих Всероссийских Дельфийских игр».
Получив диплом, она вернулась в родной город и на какое-то время ушла из профессии — занялась воспитанием детей. А когда дети немного подросли, вернулась на сцену. Кроме работы в филармонии Айна занимается и сольной карьерой.
Преимущественно поёт эстрадную музыку с кавказскими элементами. Хочет быть полезной культуре России и своей республики, нести добро и пользу обществу.
В конце 90-х — начале 2000-х Айна выпустила свой первый альбом, получивший большой успех. Вскоре Айна обрела огромное количество поклонников абсолютно разных возрастов и с разными музыкальными предпочтениями.
В возрасте 14 лет Айна устроила большой тур по Ингушетии, собирая на каждом концерте по несколько тысяч зрителей. С тех пор певица остается одной из самых успешных исполнительниц ингушской эстрады.
После 10-летнего перерыва в творчестве Айна не потеряла былую популярность. В 2014 году артистка выпустила четвёртый по счёту альбом. Несколько синглов моментально стали хитами, в том числе песня «ГӀалгӀайче» (Ингушетия).

### Переезд в Чеченскую Республику
В 2018 году была приглашена Рамзаном Ахматовичем Кадыровым в Чеченскую Республику, в том же году получила звание  «Народная артистка Чеченской Республики».
Стала активно участвовать во всех значимых мероприятиях и концертах. В конкурсе «Песня года-2018» получила достойное 7-е место за песню «БӀаьсти яьлча». Была принята на работу в Государственную филармонию им. Аднана Шахбулатова. 
В декабре 2019 года прошёл её первый сольный концерт в Грозном, где присутствовал лично глава ЧР Рамзан Кадыров.

### Семья
У Айны трое детей — два мальчика и девочка. Айна Гетагазова посвящает семье много внимания.
Айна убеждена, что для женщины очень важно воспитать достойное поколение. Самым большим достижением считает своих детей. В настоящее время разведена.

## Нападение
В 2021 году Айна Гетагазова заявила, что подверглась нападению в кафе. Об этом сообщает Telegram-канал «112».
Айна пришла в одно из заведений, где неожиданно начала ругаться с мужчиной за соседним столом. В какой-то момент посетитель, с которым у нее завязался конфликт, вскочил и агрессивно оттолкнул артистку.
Гетагазова обратилась в полицию. В своем заявлении она рассказала об избиении и покушении на свою жизнь.